# سخيم (حفاش)

تعديل مصدري - تعديل

سخيم هي إحدى قرى عزلة بني احمد بمديرية حفاش التابعة لمحافظة المحويت، بلغ تعداد سكانها 166 نسمة حسب تعداد اليمن لعام 2004.